# David Nelson (musicien)
Pour les articles homonymes, voir David Nelson.
Pour les articles homonymes, voir Nelson.
David Nelson, né le 12 juin 1943 à Seattle, est un guitariste et un musicien américain.

## Biographie
David Nelson commence sa carrière musicale en jouant du folk et du bluegrass (le plus notamment en tant que membre des « The Wildwood Boys » avec Jerry Garcia et Robert Hunter). 
De la fin des années 1960  jusqu'au début des années 1980, David Nelson est surtout connu comme membre fondateur du groupe de rock psychédélique : New Riders of the Purple Sage.
Il participe à d’autres réalisations musicales en particulier avec le Jerry García Acoustic Band de Jerry Garcia, Al Rapone et le Zydeco Express.
Au milieu des années 1990, Nelson  constitue son propre groupe : David Nelson Band
En plus de The New Riders of the Purple Sage, Nelson joue toujours avec son groupe David Nelson & Friends mais aussi avec The Papermill Creek Rounders, un groupe de  bluegrass qu'il a cofondé avec son ami de longue date Lowell "Banana" Levenger (ayant joué The Youngbloods).
En plus de son travail dans tous ces groupes, Nelson a joué en invité les enregistrements de beaucoup d'autres artistes, en particulier sur trois albums de Grateful Dead : Aoxomoxoa, Workingman's Dead et American Beauty.